# ترانس‌کورتین
ترانس‌کورتین (انگلیسی: Transcortin) یا گلوبولین پیوندشونده به کورتیکواستروئید (CBG) یکی از پروتئین‌های خون از گروه آلفاگلوبولینها است. این پروتئین، پروتئین ناقل اصلی کورتیکواستروئیدها و پروژسترون در خون اغلب مهره‌داران است.
این پروتئین به کورتیزول (۷۵٪ کل کورتیزول پلاسما)، کورتیزون، پروژسترون (۱۸٪ پروژسترون پلاسما)، آلدوسترون (۱۷٪ آلدوسترون)، دزوکسی کورتیکوسترون، کورتیکوسترون (۷۸٪ کورتیکوسترون) و ۱۷-هیدروکسی پروژسترون پیوند می‌یابد.